# Kogeneracija
Kogeneracija (engl. Combined Heat and Power ili CHP) je postupak istovremene proizvodnje električne i korisne toplinske energije u jedinstvenom procesu. Kogeneracija koristi otpadnu toplinu koja nastaje uobičajenom proizvodnjom električne energije u termoenergetskim postrojenjima te se najčešće koristi za grijanje građevina ili čak cijelih naselja, a rjeđe u drugim proizvodnim procesima.
Toplinska energija može se koristiti za proizvodnju pare, zagrijavanje vode ili zraka. Također se može koristiti u procesu trigeneracije, gdje se dio energije koristi i za hlađenje. Kogeneracija je termodinamički učinkovito korištenje goriva. Prilikom klasične proizvodnje električne energije, dio energije odbacuje se u okoliš kao otpadna toplina, a u kogeneraciji ta toplinska energija postaje korisna. Dakle, osnovna prednost kogeneracije je povećana učinkovitost energenta u odnosu na konvencionalne elektrane koje služe samo za proizvodnju električne energije te industrijske sustave koji služe samo za proizvodnju pare ili vruće vode za tehničke procese.
Kogeneracija se koristila u nekim od najranijih uređaja za proizvodnju električne energije. Prije nastanka središnjih stanica koje distribuiraju energiju, industrije su proizvodile vlastitu energiju koristeći ispušne pare za proces grijanja. Velike poslovne i stambene zgrade, hoteli i trgovine su istovremeno proizvodile vlastitu električnu energiju i koristili otpadnu paru za grijanje. Zbog visokih cijena javne električne energije, ovakva kogeneracijska djelovanja su se nastavila dugi niz godina nakon što je javna električna energija postala dostupna.
Komercijalno dostupne kogeneracijske tehnologije su parne i plinske turbine, mikroturbine, motori s unutarnjim izgaranjem, Stirlingov stroj i gorive ćelije, u širokom rasponu snage od 1 kW za Stirlingov stroj do 250 MW za plinske turbine.

## Karakteristike
U nekakvoj prosječnoj termoelektrani na ugljen, iskoristivost postrojenja se kreće od 35 do 40 %. Dakle, više od polovice energije nepovratno trošimo, što kroz hlađenje i kondenzaciju, što kroz gubitke u samom sustavu. Energija koja se gubi u kondenzatoru predstavlja najveći dio ukupne izgubljene energije.
Prednosti kogeneracijskih sustava pred klasičnim sustavima s odvojenom opskrbom raznih oblika energije proizlaze prije svega iz visoke efikasnosti kogeneracijskih sustava. Pritom treba istaknuti da je ovakav stupanj iskoristivosti kogeneracijskog postrojenja svojstven režimu rada pri kojem se utroši sva toplinska energija proizvedena u sustavu. Direktna posljedica visoke efikasnosti kogeneracijskih postrojenja niske su vrijednosti emisija CO2 u atmosferu pri njihovom radu. Konvencionalne elektrane emitiraju toplinu kao postprodukt pri generiranju električne struje u okoliš kroz tornjeve za hlađenje, kao ispušne plinove, ili nekim drugim sredstvima. Kogeneracijska postrojenja troše toplinsku energiju ili za industrijske potrebe ili za domaćinstva, bilo vrlo blizu elektrani ili kao u Skandinaviji i istočnoj Europi gdje se energija kroz toplovode vodi do lokalnih kućanstava. 
Kogeneracijsko postrojenje je efikasnije ako je mjesto potrošnje bliže mjestu proizvodnje, dok mu korisnost pada s udaljenošću potrošača. Udaljenost podrazumijeva potrebu za dobro izoliranim cijevima, što je skupo, dok se struja može transportirati na daleko veću udaljenost uz iste gubitke. 
Kogeneracijske elektrane mogu biti projektirane da rade s obzirom na potražnju za toplinskom energijom ili primarno kao elektrana čiji se toplinski otpad korisno upotrebljava. Kogeneracijske elektrane kao gorivo mogu koristiti prirodni plin, biomasu, drvna građu ili vodik (u slučaju gorivnih ćelija), a izbor tehnologije za kogeneraciju ovisi o raspoloživosti i cijeni goriva.
Toplinska energija dobivena kogeneracijskom tehnikom također može biti korištena i u apsorpcijskim hladnjacima za hlađenje. Elektrane koje proizvode električnu energiju i toplinsku energiju za grijanje i hlađenje nazivaju se trigeneracijama, ili općenito poligeneracijama. 
Ukupna učinkovitost kogeneracije iznosi od 70 do 85 % (od 27 do 45 % električne energije i od 40 do 50 % toplinske energije), za razliku od konvencionalnih elektrana gdje je ukupna učinkovitost od 30 do 51 % (električne energije).

#### Primjena
Kogeneracijska postrojenja se obično nalaze u toplinskim sustavima gradova, bolnica, zatvora, rafinerija nafte, tvornica papira, postrojenja za obradu otpadnih voda i industrijskih postrojenja s velikim potrebama za grijanje.
Osim za grijanje, toplina iz kogeneracijskog postrojenja može se koristiti za hlađenje, pa u tom slučaju imamo trigeneraciju. Kod trigeneracije se toplinska energija osim za grijanje koristi i za hlađenje pomoću apsorpcijskog ciklusa, tj. dodaje se apsorpcijski hladnjak koji koristi toplinu. Ako toplinsku energiju koristimo i za hlađenje, znatno se povećava učinkovitost kogeneracijskog postrojenja, za čak 50%. Prednost trigeneracije pred kogeneracijom je posebno izražena u ljetnim mjesecima, gdje se ona toplina koja se koristila za grijanje u zimskim mjesecima u ljetnim koristi za hlađenje, i na taj način se povećava godišnji broj radnih sati postrojenja. Primjena trigeneracije doprinosi smanjenju opterećenja elektroenergetske mreže tijekom ljetnih mjeseci, jer u tom slučaju nije potrebno koristiti klima uređaje koji su znatni potrošači električne energije. Trigeneracija se ne koristi samo za grijanje i hlađenje objekata, nego se koristi i u industriji za različite tehnološke procese u kojima je potrebno hlađenje i niske temperature u procesu proizvodnje. Trigeneracijsko postrojenje odličan je način opskrbe električnom energijom bolnica, rekreacijskih centara s bazenima, hotela, trgovačkih centara i sličnih objekata te industrijskih postrojenja u kojima se uz električnu energiju troši i znatna količina toplinske i rashladne energije.
Ako u postrojenju nema znatnije potrebe za električnom energijom tj. nema većih trošila, isplativije je proizvedenu električnu energiju predati u mrežu, zato što se za svaki kWh predane električne energije dobije poticaj (subvencija), a potrebnu električnu energiju preuzeti iz mreže. Ovdje postoji opcija da se u mrežu predaje samo višak proizvedene električne energije, a isto tako da se iz mreže preuzme eventualni manjak u slučaju da se iz kogeneracijskog postrojenja ne mogu pokriti potrebe za električnom energijom. U većini industrijskih postrojenja potreba za toplinskom energijom je veća od potrebe za električnom energijom, što upravo odgovara karakteristikama kogeneracije, a u skladu s potrebama tehnološkog procesa potrebno je odabrati kogeneracijsku tehnologiju. Toplinska energija iz kogeneracijskog postrojenja najčešće je para, vruća voda ili vući plinovi, i nije u većini slučajeva direktno primjenjiva, već zahtijeva sustav rekuperacije topline i apsorpcijski hladnjak u slučaju hlađenja odnosno trigeneracije.
Kogeneracije u industrijskim postrojenjima postoje već dugi niz godina (petrokemijska i kemijska industrija), ali je danas njihova zastupljenost u Hrvatskoj premala jer su investicijski troškovi za takva postrojenja veliki, a cijena energenata relativno niska. S obzirom na to da će cijena energenata rasti, a time će se i cijena proizvoda povećati, očekuje se da će se vlasnici industrijskih postrojenja koja imaju potencijala za primjenu kogeneracije odlučiti za njenu primjenu, i tako povećati učinkovitost proizvodnog procesa. Tome doprinose i odgovarajuće potpore i subvencije koje daju države za primjenu kogeneracije. Primjenom kogeneracije u industrijskim postrojenjima, osim uštede primarne energije, smanjuju se mrežni gubici i emisija stakleničkih plinova. Kao primarni energent u industrijskim kogeneracijskim postrojenjima najznačajniji je plin, dok se kod nekih postrojenja kao primarni energent mogu koristiti ostaci iz proizvodnog procesa, kao što je to slučaj u drvnoj i prehrambeno prerađivačkoj industriji.
Poljoprivreda je jedna od značajnijih grana za primjenu kogeneracije. Kao gorivo u kogeneracijskim postrojenjima u poljoprivredi uglavnom se koristi bioplin, a rijetko dizel odnosno biodizel. Bioplin se proizvodi u bioplinskim postrojenjima iz ostataka i nusproizvoda od usjeva, gnoja, gnojnice i energetskih usjeva. Prema veličini, funkciji i lokaciji postoje tri skupine poljoprivrednih bioplinskih postrojenja:
- bioplinska postrojenja za obiteljska gospodarstva (mala postrojenja),
- bioplinska postrojenja za farme (srednje velika postrojenja),
- centralizirana (zajednička) postrojenja za proizvodnju bioplina (velika).

Interes poljoprivrednika za proizvodnju bioplina u stalnom je porastu. Proizvodnja bioplina pruža nove poslovne prilike poljoprivrednicima zbog zbrinjavanja otpada nastalog na poljoprivrednim gospodarstvima i proizvodnju kvalitetnog gnojiva, ali i mogućnost sudjelovanja na tržištu obnovljivim izvorima energije. Proizvedena toplinska energija se djelomično koristi za grijanje digestora, a otprilike dvije trećine ukupne proizvedene energije može se koristiti za potrebe zagrijavanja plastenika ili grijanje različitih vrsta objekata. Također, može se koristiti i u kombiniranim sustavima grijanja i hlađenja, kao kod skladišta za voće i povrće.
Tijekom zime, motor automobila radi kao kogeneracijsko postrojenje jer odbačena toplina zagrijava unutrašnjost automobila.

#### Stupanj iskoristivosti
Stupanj iskoristivosti kogeneracije se definira kao:
.
Ova formula predstavlja omjer dobivene energije (električne (PE) i toplinske (QT)) i uložene energije (QE).

## Vrste kogeneracijskih postrojenja
Tipične CHP elektrane su:
- postrojenje protutlačne turbine,
- postrojenje kondenzacijske turbine s reguliranim oduzimanjem pare,
- postrojenje plinske turbine s korištenjem otpadne topline dimnih plinova,
- gorive ćelije s rastaljenim karboratima.

Manje kogeneracijske jedinice obično koriste Stirling-ov motor, a postoje i bojleri koji služe samo za grijanje tople vode za centralno grijanje.

### Postrojenje protutlačne turbine
Najjednostavniji i najčešći oblik, postrojenje protutlačne turbine je bazični proces gdje imamo paru proizvedenu u generatoru pare, ekspandiranu u turbini i potom dovedenu do razvodnika koji odvodi toplinu dalje u vrelovodni sustav. Turbina je protutlačna i vrši se ekspanzija do protutlaka s temperaturom zasićenja. Ovaj tip postrojenja prisutan je najčešće u industriji kod proizvodnje topline i električne energije. Ova postrojenja su jeftinija, a samim time i jednostavnija za održavanje i upravljanje. Potreba i potrošnja toplinske i električne energije varira tako da u slučaju da imamo preveliku količinu pare, višak uvijek možemo izbacivati u atmosferu. Potreba koju imamo za toplinskom energijom u pogonu određivat će režim rada postrojenja. Količina proizvedene električne i toplinske energije ne može se bilancirati što je najveći problem. Naprosto ne možemo zbrajati toplinsku i električnu energiju.

### Postrojenje kondenzacijske turbine s reguliranim oduzimanjem pare
Za ovakav sustav potrebno je imati na raspolaganju turbinu s dva stupnja: visokotlačni i niskotlačni. Nakon ekspanzije, u visokotlačnom dijelu turbine vrši se ekspanzija nakon koje dolazi do oduzimanja pare. Sve se to odvija na konstantnom tlaku. Ovaj pogon je povoljniji pošto imamo dva stupnja rada: čisti kondenzatorski i čisti protutlačni. Kod čistog kondenzatorskog stupnja rada ne postoji potreba za toplinskom energijom pa se proizvodi samo električna energija. Kod čistog protutlačnog stupnja rada, potreba za toplinskom energijom je toliko velika da uopće nema proizvodnje u niskotlačnom dijelu turbine. Realno, protutlačni (čisti) režim se ne može voditi. Niskotlačni dio turbine ne može ostati bez pare (hlađenje). 

### Postrojenje plinske turbine s korištenjem otpadne topline dimnih plinova
Princip rada postrojenja s plinskom turbinom s korištenjem otpadne topline je sljedeći. Na ispuh plinske turbine dodaje se kotao koje služi za proizvodnju pare koja pak služi ili u industrijske svrhe ili za grijanje. Temperature na izlazu iz plinske turbine su izuzetno visoke (do 600 °C) tako da mogu poslužiti u daljnjoj proizvodnji pare. Tu vidimo povezanost kombiniranog i kogeneracijskog procesa – proizvodnja pare za grijanje, ali i ponovnu proizvodnju električne energije. Dodatna proizvodnja i električne energije još dodatno povećava iskoristivost procesa.

### MikroCHP
Mikrokogeneracija je također naziv za distribuirani energijski izvor (engl. Distributed Energy Resource - DER), i reda veličine je kućanstva ili male proizvodne jedinice. Umjesto da se sve gorivo potroši na grijanje dio se koristi i za proizvodnju električne energije. Ta se električna energija može koristiti unutar domaćinstva (obrta), ili uz dopuštenje mreže prodavati je natrag u istu. Postojeće mikroCHP instalacije koriste četiri različite tehnologije: motore na unutrašnje izgaranje, Stirling-ove motore, kružne procese s vodenom parom i gorive ćelije.

### MiniCHP
Minikogeneracija je također naziv za distribuirani energijski izvor (engl. Distributed Energy Resource - DER). Ovaj izvor je za razliku od mikroCHP-a nešto veće snage, reda veličine zgrade ili srednje velike proizvodne jedinice.

### Kogeneracijsko postrojenje na biomasu
Kogeneracijsko postrojenje koristi biomasu za proizvodnju električne i toplinske energije u indirektnom plinsko-turbinskom procesu. Osnova sustava je klasična plinska turbina s vanjskom komorom izgaranja čija koncepcija omogućava da se zrak iz kompresora prije uvođenje u turbinu odvede u vanjski dogrijač zraka s loženjem biomase, te se tako dogrijan uvodi u turbinu. Ovim se omogućava da plinska turbina umjesto s plinovima izgaranja radi s čistim zagrijanim zrakom čime se osigurava njen rad u idealnim radnim uvjetima te se značajno produžava njen radni vijek. U kogeneracijskoj proizvodnji električne i toplinske energije iz biomase dominira tehnologija izravnog izgaranja krute biomase u ložištima termoenergetskih postrojenja. Izgaranje krute biomase može biti samostalno ili je riječ o suizgaranju (suspaljivanju) s fosilnim gorivima (najčešće ugljenom). Samostalno izgaranje je karakteristično za postrojenja malih i srednjih snaga, dok je suizgaranje karakteristično za postrojenja srednjih i velikih snaga. 
Premda je troškovno najpovoljniji način korištenje biomase u proizvodnji električne energije suspaljivanje u ugljenom loženim termoelektranama, poticajno zakonodavno okruženje u mnogim razvijenim zemljama omogućilo je ekspanziju postrojenja koja kao gorivo koriste isključivo biomasu. Ograničena raspoloživost goriva i visoki transportni troškovi uvjetuju izgradnju postrojenja manjeg kapaciteta koja tek u rijetkim slučajevima premašuju 30 MWe. U usporedbi s ugljenom loženim elektranama, postrojenja ložena biomasom su skuplja i manje efikasna. Tek novija postrojenja kapaciteta većeg od 20 MWe, koja su izgrađena nakon 2000. godine, postižu iskoristivost veću od 30 %.

### Modularni kogeneracijski sustav
Temelji se na klasičnom otvorenom plinsko-turbinskom procesu. Klasični proces plinske turbine karakterizira kompresija zraka iz okoline ( P1,t1 >>> P2,t2`) koji se dogrijava u izmjenjivaču – regeneratoru s ispušnom toplinom iz turbine ( t2` >>> t2``) te odlazi u komoru izgaranja za plin ili tekuće gorivo gdje se stvaraju plinovi izgaranja ( t2`` >>> t3 ). Plinovi u turbini ekspandiraju ( P3,t3 >>> Pit,t4`) i oslobađaju energiju za pogon kompresora i električnog generatora. Nakon izlaska iz turbine ispušni plinovi se hlade u regeneratoru ( t4` >>> t4`` ) gdje zagrijavaju zrak iz kompresora čime se smanjuje potrošnja goriva i povećava stupanj korisnosti. Za razliku od opisanog klasičnog procesa, za korištenje energije biomase u plinskoj turbini potrebno je dograditi vanjske instalacije za izgaranje biomase čija se energija direktno ili indirektno uvodi u turbinu.

## Vanjske poveznice
- http://www.hrote.hr/hrote/znati/Kogeneracija/default.aspx  Arhivirana inačica izvorne stranice od 28. rujna 2008. (Wayback Machine)
- http://www.mojaenergija.hr/index.php/me/knjiznica/energetska_ucinkovitost/nove_tehnologije_za_poboljsanje_energetske_ucinkovitosti/kogeneracija  Arhivirana inačica izvorne stranice od 12. lipnja 2007. (Wayback Machine)
- http://powerlab.fsb.hr/osnoveenergetike/wiki/index.php?title=ENERGETSKE_TRANSFORMACIJE#Kogeneracija  Arhivirana inačica izvorne stranice od 11. lipnja 2010. (Wayback Machine)